# مجله تحقیقات مهندسی کشاورزی
مجله تحقیقات مهندسی کشاورزی یکی از نشریات علمی پژوهشی ایران است که از ۱۳۷۵ تا کنون به طور پیوسته از سوی مؤسسه تحقیقات فنی و مهندسی کشاورزی (صاحب امتیاز)، وابسته به سازمان تحقیقات، آموزش و ترویج کشاورزی وزارت جهاد کشاورزی، به صورت فصل‌نامه منتشر می‌شود.

## رتبه و جایگاه علمی
این مجله از ۱۳۷۹ با تائیدیه وزارت علوم، تحقیقات و فناوری ایران موفق به کسب درجهٔ علمی-پژوهشی شد. هم‌چنین، از ۱۷ مارس ۲۰۰۵ در بانک اطلاعات بین‌المللی CABI و از سال ۱۳۸۰ در ISC (پایگاه استنادی علوم جهان اسلام) نمایه شده است.

## موضوع مقالات
این مجله در سه زمینه زیر مقاله می‌پذیرد:
- مهندسی آبیاری و زهکشی
- ماشین‌های کشاورزی
- صنایع غذایی

## هیئت تحریریه
- مدیر مسئول: سید علی شهپری
- سردبیر: مرتضی الماسی
- هیئت علمی: مرتضی الماسی، زهرا امام جمعه، محمدحسین امید، ارژنگ جوادی، حسین دهقانی‌سانیج، حسن رحیمی، محمدعلی سحری، محمد شاهدی، احمد طباطبایی‌فر، احمد شریفی، علی‌رضا کیهانی، سعید مرید
- ویراستار ادبی: محمدرضا داهی
- مدیر داخلی و دبیر تحریریه: آزاده مهدی پور
- همکاران مجله: مهدیه صمیمی، سمیه وطن‌دوست[۵]